# Parador de Ayamonte
El Parador de Ayamonte está construido sobre las ruinas del antiguo Castillo de Ayamonte, en el barrio de La Villa, en la parte más alta de la ciudad que domina la desembocadura del río Guadiana. Se encuentra ubicado en la Avenida de la Constitución de Ayamonte (provincia de Huelva, Andalucía, España).

## Construcción

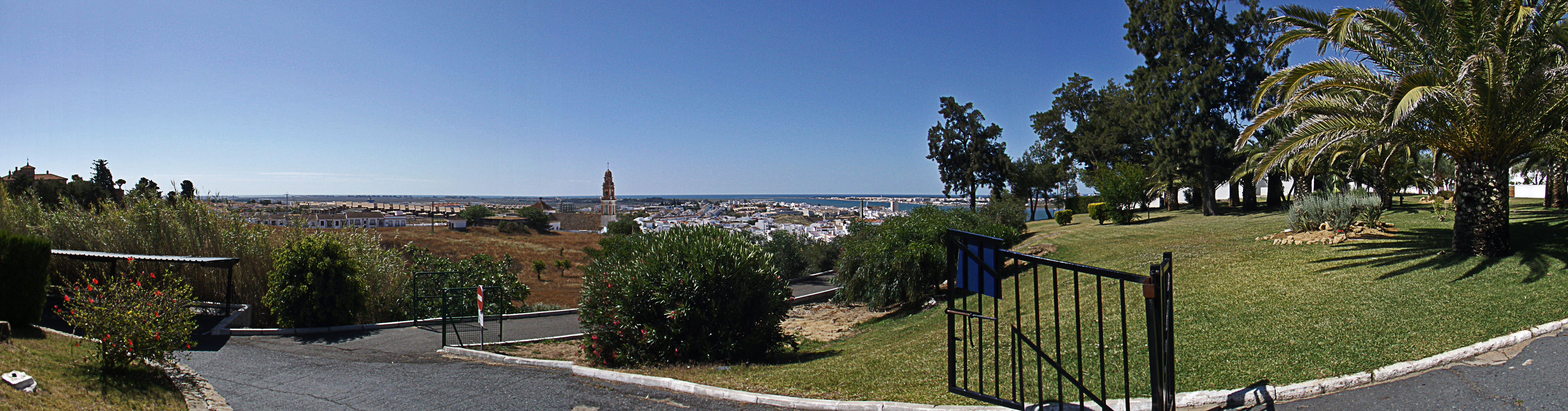
Vista de Ayamonte desde el Parador.

Su construcción fue aprobada en Consejo de Ministros en Madrid en fecha 11 de octubre de 1963, tras la propuesta realizada por el antiguo ministerio de Información y Turismo. Cinco meses antes, el viernes 17 de mayo de 1963, el Consejo de Ministros había aprobado el Decreto por el que se aceptaba la donación al Estado por el ilustrísimo Ayuntamiento de Ayamonte (Huelva), de una parcela de terreno en el paraje "Castillo" con destino a la construcción del Parador Nacional de Turismo de Ayamonte. El presupuesto de la obra inicial, con 20 habitaciones dobles, ascendió a 19 236 000 pesetas. Fue inaugurado el martes 18 de enero de 1966 por el ministro de información y turismo Manuel Fraga Iribarne.